# 미쿠라지마촌
미쿠라지마촌(일본어: 御蔵島村)은 일본 도쿄도 도서부 미야케 지청의 촌으로 미쿠라섬의 지역 정부 역할을 한다. 촌은 또한 무인도인 이난바섬(藺灘波島)을 관할한다.

## 지리
도쿄 중심에서 남쪽으로 200km 떨어진 태평양 해상에 위치한다. 촌의 최고봉인 오야마산은 851m이다.

## 역사
- 1923년 10월 1일 - 도서정촌제가 시행되어 미쿠라지마는 오시마 도청(島庁)의 관할이 되었고 미쿠라지마촌이 설치되었다.
- 1943년 4월 1일 - 오시마 지청에서 미야케 지청이 분리, 독립하였다.

## 같이 보기
- 이즈 제도